# Sphegigaster yapensis
Sphegigaster yapensis är en stekelart som beskrevs av Yoshimoto och Ishii 1965. Sphegigaster yapensis ingår i släktet Sphegigaster och familjen puppglanssteklar. Inga underarter finns listade i Catalogue of Life.